# Jewdokija Apollonowna Nagrodskaja

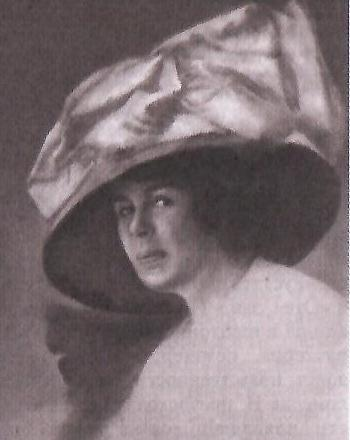
Jewdokija Apollonowna Nagrodskaja (ca. 1905)

Jewdokija Apollonowna Nagrodskaja, geboren Golowatschowa, (russisch Евдокия Аполлоновна Нагродская, урожд. Головачёва; * 23. Oktoberjul. / 4. November 1868greg. in St. Petersburg; † 19. Mai 1930 in Paris) war eine russische Schriftstellerin.

## Leben
Nagrodskajas Mutter war die Schriftstellerin Awdotja Panajewa (1820–1893), die 1864 nach der Trennung von Nikolai Nekrassow in 2. Ehe den Journalisten Apollon Golowatschow (1831–1877) geheiratet hatte. Nagrodskajas Ehemann war der Professor des Instituts für Verkehrswesen und Freimaurer Wladimir Nagrodski (1872–1935 oder später), von dem sie manche freimaurerische Ideen übernahm.
Vor ihrer Heirat hatte Nagrodskaja in den Jahren 1889–1894 Abenteuer- und Kriminalromane veröffentlicht, die später in Vergessenheit gerieten. Nach der Heirat verzichtete sie zunächst auf Veröffentlichungen. Erst 1910 erschien ihr neuer Roman Gnew Dionissa (Der Zorn des Dionysos), der mit seinen erotischen Szenen die öffentliche Aufmerksamkeit erregte und sie zu einer der bekanntesten Schriftstellerinnen machte. Es ging darin um die sexuelle Identität und die Geschlechterrollen von Männern und Frauen im damaligen Russland. Die Heldin des Romans war die Malerin Jelena Klokatschowa. Literaturkritiker verglichen Nagrodskaja mit Anastassija Werbizkaja und Michail Kusmin. Bis zur Oktoberrevolution erschienen 10 Auflagen des Romans. In ihren weiteren Büchern behandelte sie etwas mystizistisch die Emanzipation der Frauen. Alexandra Ramm-Pfemfert übersetzte einige Bücher ins Deutsche.
Nach der Oktoberrevolution emigrierte Nagrodskaja 1919 mit ihrem Mann nach Paris. Dort schuf sie die historische Trilogie Reka wremen (Der Strom der Zeiten) in der Tradition Lew Tolstois, deren dritter Teil 1928 erschien. Ihr Thema blieb die Liebe in allen ihren Erscheinungsformen. Im Februar 1920 war sie in die Freimaurerloge Nr. 1 des Ordens Le Droit Humain aufgenommen worden. Sie gehörte zu den Gründungsmitgliedern der gemischten russischsprachigen Loge Aurora Nr. 840 des Ordens Le Droit Humain.